# Armando Gama
Armando António Capelo Dinis da Gama (født 1. april 1954 i Luanda, Angola - død 17. januar 2022) var en fremtrædende sanger i Portugal. Han deltog ved Eurovision Song Contest 1983 for sit land, hvor han blev nr. 13. 